# ملعب دي كويل
دي كويل ( تنطق بالهولندية: [də ˈkul] )، هو ملعب متعدد الأغراض في فينلو، ليمبورغ، هولندا. يستخدم حاليًا في الغالب لمباريات كرة القدم وهو الملعب الرئيسي لنادي في في في فينلو. الملعب يستوعب 8000 متفرج،  وتم بناؤه عام 1972.

## التاريخ
يقع الملعب على قمة حافة شديدة الانحدار في شرق فينلو. استوعب 24500 متفرج خلال مباراة بين في في في فينلو وأياكس في عام 1977. عندما شهدت كرة القدم الهولندية انخفاضًا في الاهتمام في أواخر الثمانينيات، نجح الملعب في الحفاظ على عدد المتفرجين خلف آيندهوفن وفينورد وأياكس كأعلى ملعب به أعداد المتفرجين في الدوري الهولندي آنذاك.